# Bühnlův mlýn
Bühnlův mlýn (Bühnelmühle) je zaniklý vodní mlýn v zaniklé obci Litrbachy (Čistá) v Slavkovském lese, který stál na pravém břehu Lobezského potoka na krátkém prudkém svahu.

## Historie
Vodní mlýn byl založen kolem roku 1800 a na potoku patřil k těm starším. Stál jako první přibližně 300 metrů od pramene. Tento menší obilní mlýn sloužil sedlákům v okolí horního toku Lobezského potoka.
V roce 1945 byl zkonfiskován a jeho majitelé roku 1946 nuceně odešli do Německa. V roce 1952 mlýn ještě stál, o deset let později byl zřícený.

## Popis
Mlýn se skládal ze dvou stavení - z obytného domu s mlýnicí a dřevěného hospodářského stavení pro ustájení dobytka. Mlýnské kolo se nacházelo na pravé straně hlavní budovy a voda k němu tekla náhonem z velkého vyrovnávacího rybníka, založeného nad mlýnem. V roce 1930 měl jedno kolo na spodní vodu, hltnost 0,07 m³/s, spád 4,8 metru a výkon 2,8 HP.